# Gruyères, Ardennes

Gruyères este o comună în departamentul Ardennes din nordul Franței. În 1 ianuarie 2022 avea o populație de 104 de locuitori.